# Curzio de Marignol
Curzio di Marignolli ou Curzio de Marignol (1575-1606) est un gentilhomme florentin qui fut poète à la cour de Marie de Médicis à la fin du XVIe siècle à Florence puis à Paris à partir de 1600.

## Biographie
Curzio de Marignol appartient à l’une des plus anciennes familles de la noblesse toscane. Né à Florence en 1563, il fréquente à la fin du XVIe siècle la cour des Médicis. Doté d’une agréable physionomie et de beaucoup d’esprit, il mène une vie dispendieuse et dissolue dans la belle société artistique et littéraire de Florence.
En 1600, il suit Marie de Médicis (1575-1642) devenue reine de France par son mariage avec Henri IV (1553-1610).
Lors de sa présentation au roi, celui-ci lui ayant pris la main, Curzio en profita pour lui murmurer à l’oreille un sonnet composé contre la reine Élisabeth Ire d'Angleterre (1533-1603). Le roi en fut très amusé et l’Italien devint l’une des grandes figures littéraires de la cour.
Il meurt à Paris en 1606.

## Œuvre
L’œuvre poétique de Curzio de Marignol est principalement composée de sonnets, madrigaux et stances. Sa poésie est caractéristique de l’esprit léger, licencieux et libertin qui régnait alors à la cour des Médicis. Il est également resté célèbre pour ses poèmes satiriques, n'hésitant pas à se moquer des grandes figures de la société florentine d'alors.
À la fin de sa vie, s’étant repenti de son inconduite passée, il demanda la destruction de tout ce qu'il avait écrit. Un certain nombre de recueils nous sont tout de même parvenus dont Rime varie et Rime burlesche. Curzio de Marignol est considéré comme le plus grand poète toscan de son époque.

## Œuvres choisies
- Andrea Cavalcanti et Giulio Piccini, Novellette intorno a Curzio Marignoli, poeta fiorentino sur Google Livres, Bologne, G. Romagnoli, 1870
- Novellette intorno a Curzio Marignoli, poeta fiorentino, scritte da Andrea Cavalcanti, già arciconsolo della Crusca, per cura di Giulio Piccini. (Bologna, G. Romagnoli, 1870), by Andrea Cavalcanti (page images at HathiTrust)
- Rime varie di Curzio de Marignolle, con le Notizie intorno alla vita e costumi di lui, Curzio Marignoli, Andrea Cavalcanti - G. Romagnoli, 1885